# Дружба

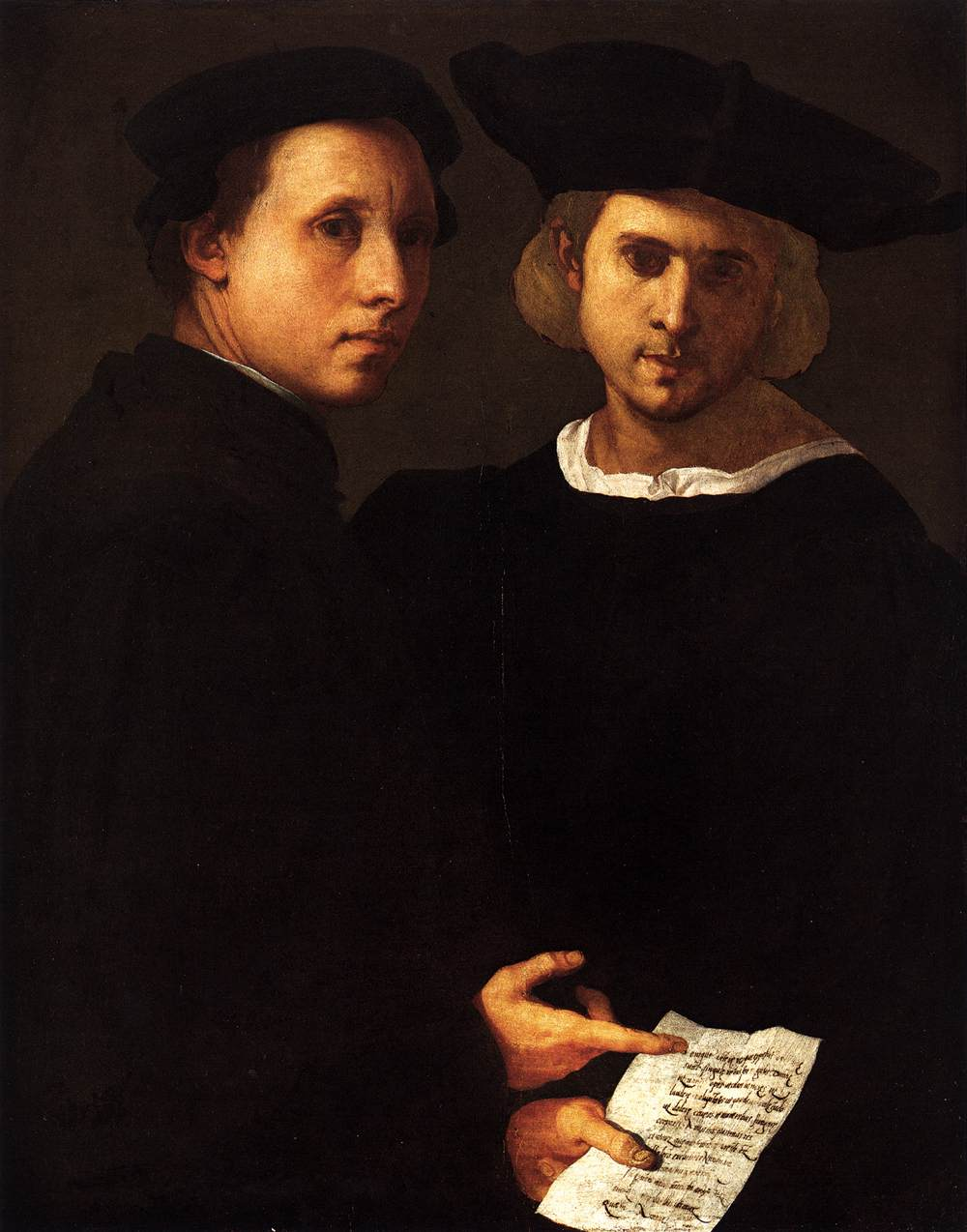
Портрет двох друзів. Якопо Понтормо, 1522

Дру́жба — безкорисливі взаємовідносини між людьми, які засновані на довірі, щирості, взаємоповазі, взаємних симпатіях, спільних інтересах і захопленнях.
Поряд зі словом «друг», в українській мові існує багато слів зі схожим значенням: товариш, приятель, побратим, знайомий, коханий, коханець; дружина («подруга життя»); дружок, друзяка (прост.).

## Семантика
Поняття «дружба» розуміє під собою близьку прив'язаність. Дружба відзначається спільністю цілей та інтересів, міцністю та тривалістю зв'язків, взаємною привабливістю, довірою та відданістю.
Товаришування засноване на взаємному інтересі до сумісної діяльності, постійній прив'язаності, взаємодопомозі, схожості життєвих поглядів. Тобто, «товариш» — учасник спільної діяльності (товариш по роботі, по навчанню), людина, зв'язана із іншими спільною професією, місцем роботи, навчання, колега (також «товариш по нещастю»). Близький до понять «однодумець», «споборник», «співучасник», «компаньон», «партнер». Товаришування згодом може перерости у дружбу.
Приятелювання засноване на особистих симпатіях, характеризується тимчасовими вузькими зв'язками, у ньому нема взаємної зацікавленості у спільному майбутньому.
Цікаво, що у сучасній англійській мові слово friend, яке зазвичай перекладається як «друг», ближче за значенням до українського поняття «приятель», «друзяка»: добрий знайомий, з яким приємно провести час, товариство якого приносить задоволення; з ким, а не для кого приємно щось зробити. В Америці сучасне уявлення про друга (friend) вже не вимагає від нього любові та відданості, а просто легкості та приємності у спілкуванні. Поняття «друг» у звичному сенсі точніше передає англійське словосполучення close friend.

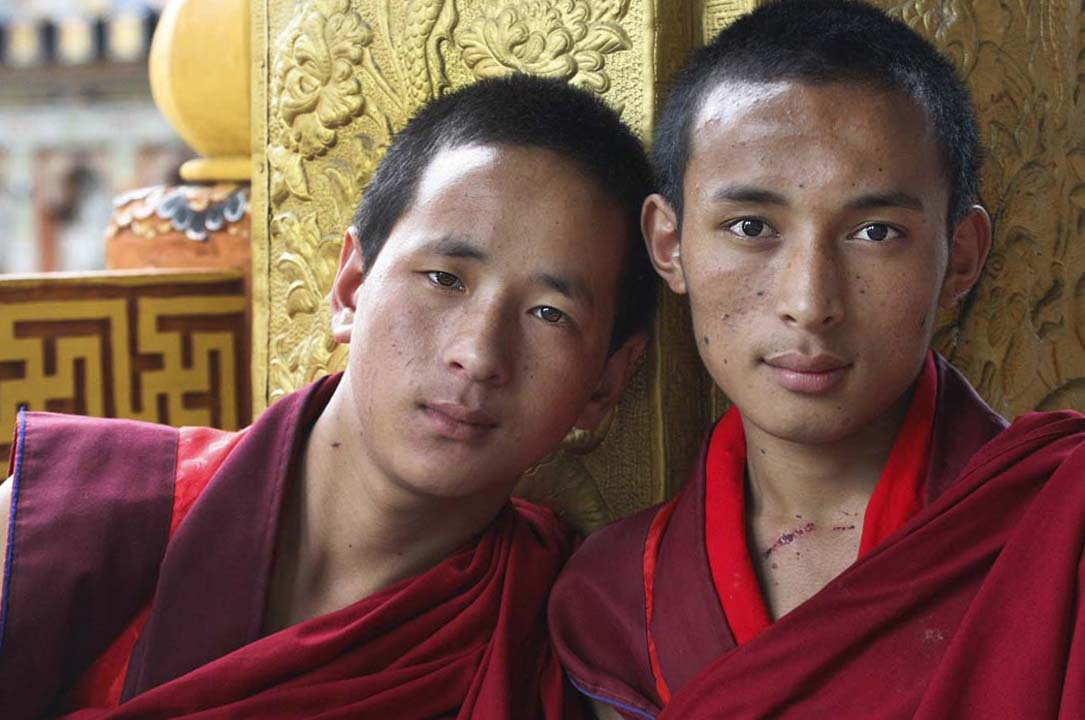
Двоє друзів у Бутані

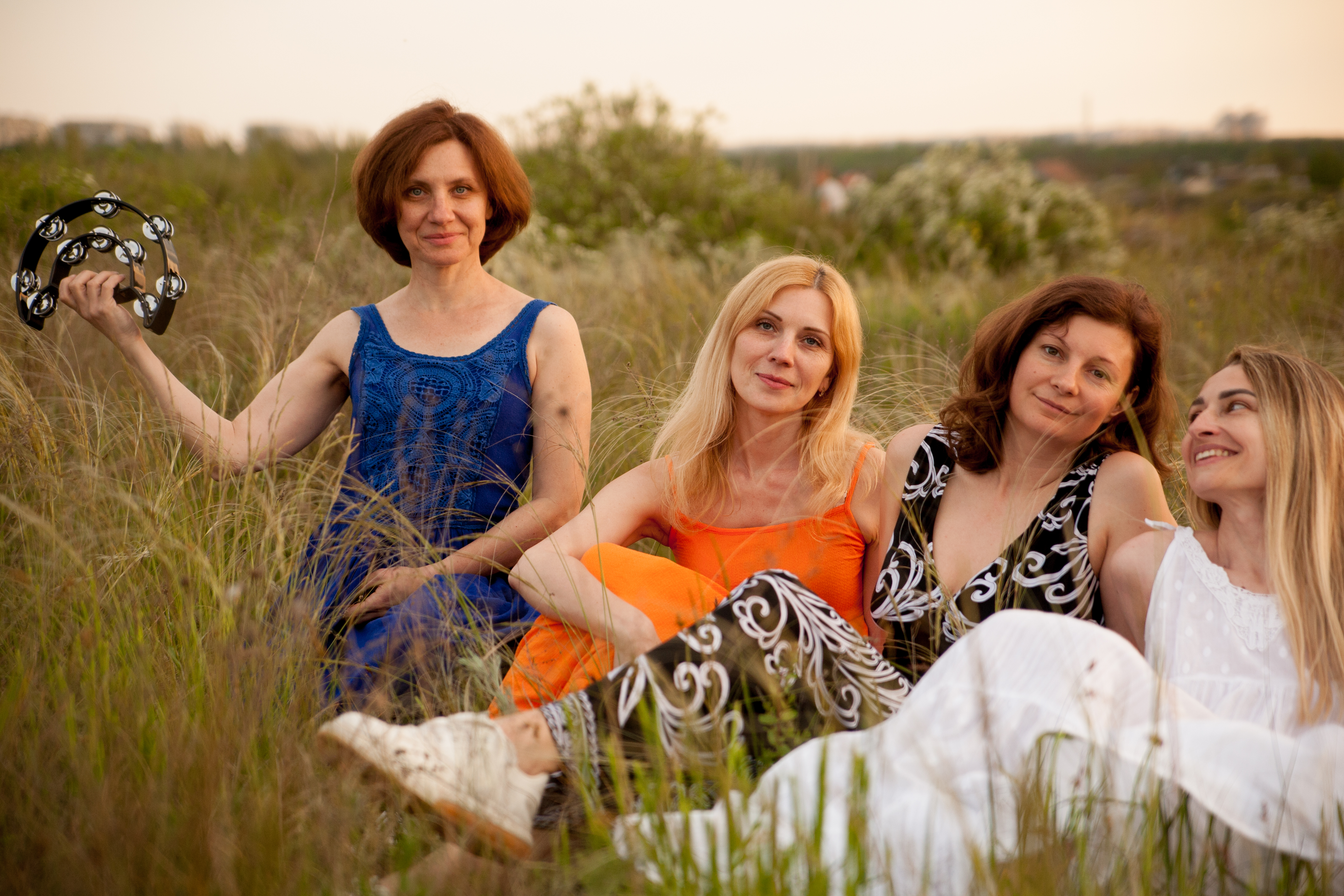
Друзі проводять час разом на острові Хортиця, м.Запоріжжя

## Етимологія
Слова «дружба», «друг» відомі багатьом слов'янським мовам (рос. друг, дав.-польськ. drug, чеськ. і словац. druh, болг. друг, другар, серб. дру̑г, словен. drȗg, староцерк.-слов. дроѵгъ). Праслов. *drugъ спорідене з лит. draũgas («супутник», «товариш») і sudrugti («приєднуватися»), латис. dràugs, прус. draugiwaldūnen («співспадкоємець» — знах. відм.), гот. gadraúhts («солдат»), і driugan («воювати, боротися»), давн.в-нім. trucht («громада», «загін», «кортеж») і truhtîn («воєначальник»), давн-англ. dréogan («здійснювати», «добиватися») і druht («почет», «загін охоронців», «дружина»), дав.-ісл. drott («почет», «загін охоронців») і draugr («чоловік» (поетич.), «муж»).  Походить від пра-і.є. *dʰrowgʰo- < *dʰ(e)rewgʰ- («бути готовим, міцним») < dʰer(ə)- («держати, тримати») чи від пра-і.є. *dʰrew/*dhru («міцний», «тривкий», «надійний», «вірний»).
Слово «товариш» (д.-рус. товарищъ, біл. товарыш, рос. товарищ, пол. towarzysz, чеськ. tоvаrуš, словац. tovariš, в.-луж. towarš, н.-луж. towariš, словен. tovȃriš) вважається запозиченням з тюркських мов. Зіставляється з чагат. і тур. tаvаr («майно», «худоба», «товар»). Первісне значення — «партнер з торгівлі». Інша версія — від чув. tavra («по колу») і iš («супутник»).

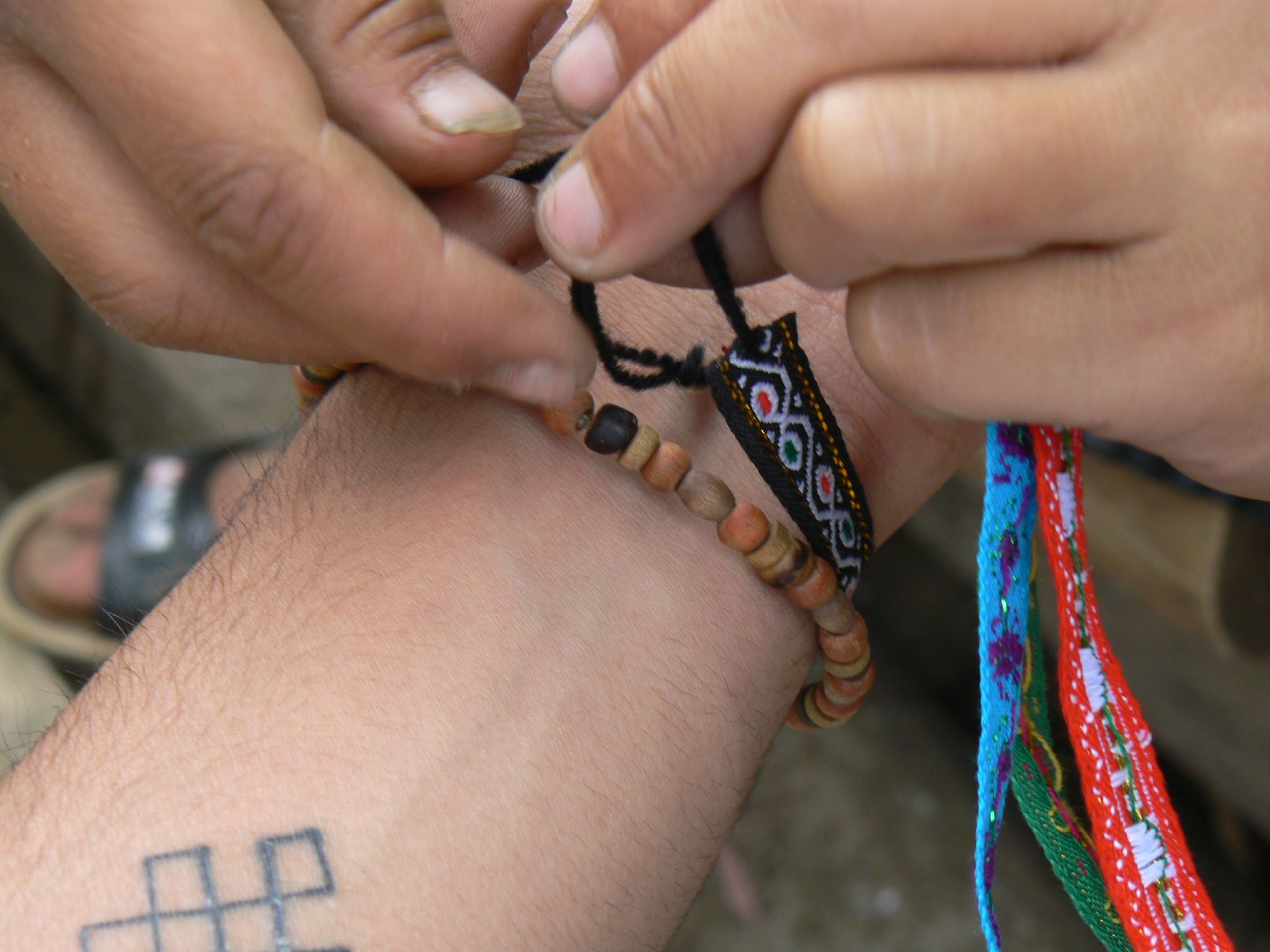
Фенічка — приклад дружнього обміну подарунками у західній культурі

Слово «приятель» (біл. прыяцель, рос. приятель, пол. przyjaciel, чеськ. přítel, словац. рriаtеl, в.-луж. рřеćеl, н.-луж. pśijaśel, болг. приятел, серб. при̏jател, словен. prijȃtelj) має слов'янське походження. Праслов. *prijatelь йде від дієслова *prijęti («любити», «подобати», д.-рус. приѧти), яке виводиться від праіндоєвроп. кореня *priH- («дорогий», «любий», «приємний»). Споріднене з прагерм. *frijōndz («друг», «приятель», «любий»), гот. frijōnds («приятель»), давн.в-нім. friudil, сер.-в.-нім. vriedel («жених», «подружжя»), нім. Freund («приятель», «друг»), англ. friend (так само), нід. vriend (так само), дав.-ісл. friðill («коханець»), дан. frænde («родич»), швед. frände (так само), ісл. frændi (так само) і дав.-інд. priyás («милий», «дорогий»).

## Вступ
Німецький класик соціальної філософії Фердинанд Тенніс виділяв два види соціальних структур: засновану на безпосередній емоційній близькості громади і засновану на раціональному розрахунку та поділі праці суспільства.
«Перший соціолог дружби»[прояснити] вважав, що вона є втіленням общинності, характерним для малих груп з неуніверсальними соціальними зв'язками в патріархальних умовах.
Зіммель же вважав, що сучасна людина з ускладненням свого внутрішнього світу змушена більше приховувати, тому можна говорити про дружбу різних сторін «Я»: з кимось може пов'язувати симпатія, з кимось — інтелектуальні інтереси, релігійні почуття, чи загальний життєвий досвід. Водночас потреба в інтимній дружбі, за Зіммелем, виникає лише в античності, коли з'являється потреба в саморозкритті.

## Особливості
На відміну від кровноспоріднених відносин групової солідарності, це міжособистісне ставлення є індивідуально-виборчим (з взаємною прихильністю учасників). Для розвитку дружби можуть бути необхідні: взаємна симпатія (приємність взаємного спілкування), взаєморозуміння, відкритість, відвертість, щирість і безкорисливість, довірчість, спільність інтересів і захоплень, ціннісно-орієнтаційна єдність.
Те, що зароджувалося як дружба, може перейти в зовсім близькі стосунки між людьми.
Так само протиставлення діловим відносинам досить відносно, хоча дружбу відрізняє те, що вона цінна сама по собі.
Дружба відрізняється від сексуальних і любовно-еротичних почуттів за характером своєї мотивації.
Зазвичай вважається, що для дружби характерна відсутність сексуального потягу. Тим не менш, існує протилежна точка зору, а саме про можливості сексуальних відносин між друзями, якщо описані вище мотиви превалюють над сексуальним потягом, але він так само присутній. Деякі вважають, що дружба, хоч підсвідомо, але егоїстична, оскільки в цілому виявляється вигідна всім її учасникам. Для деяких дружба оцінюється тільки логічними схемами, а не відчуттям єдності. Тоді дружба — наслідок спільних інтересів, особистої симпатії, спільних цілей. Якщо вони пропадають, то проходить і дружба. Мало того, що широта дружби визначається соціальною цінністю діяльності, якій присвятили себе друзі, її функції змінюються в процесі життя індивідів. Дружба весь час залишається одним з найважливіших чинників підтримання стабільності особистості. Дівчатка раніше, ніж хлопчики, переходять від дитячої дружби до юнацької, так як у них раніше формується потреба в інтимності. Справжня дружба — одна з тих речей, про які, як про гігантського морського змія, невідомо, чи є вони вигаданими, чи десь існують. Артур Шопенгауер «Друг — це одна душа, яка живе в двох тілах» Аристотель: «Ми станемо друзями, якщо виберемося звідси». «Навіки пов'язаними загальною емоційною травмою», — Йон Колфер. Кліше, пов'язані з поняттям «дружба»: «Справжня, вірна, чоловіча дружба» (це поняття лягло в основу багатьох літературних творів), яка характерна довірою і самопожертвою. На противагу цьому — поверхневі, неглибокі і не пов'язані зобов'язаннями відносини вважаються «несправжньою дружбою». Дружба між чоловіками протиставляється відносинам між жінками — при цьому чоловіки часто вважають, що між жінками дружба неможлива.
Протиставлення «дружби» і «кохання». Можливість або неможливість дружби між чоловіком і жінкою. За даними різних статистичних досліджень, близько 65-70 % людей вважають дружбу між чоловіком і жінкою можливою (при цьому близько 90 % людей відповідають на питання про можливість такої дружби на підставі особистого досвіду). Характерно, що з віком чоловіки, в середньому, схильні все менше і менше вірити в міжстатеву дружбу, а жінки, навпаки, дедалі більше. «Ти заслуговуєш дружити з тими людьми які заслуговують твоєї дружби».